# Jennifer Jason Leigh
Jennifer Jason Leigh (født Jennifer L. Morrow 5. februar 1962 i Hollywood, Californien) er en amerikansk skuespiller.
Hun debuterede som barneskuespiller i 1973 i Tod eines Fremden og har fra 1981 haft roller i adskillige spillefilm, hvoraf gennembruddet Fast Times at Ridgemont High (1982), Short Cuts (1993) og Stephen King-dramaet Dolores Claiborne (1995) vakte opsigt. Leigh og de øvrige medvirkende i Short Cuts fik en special Golden Globe for deres præstation i 1994. I 2001 medvirkede hun i Kristian Levrings dogmefilm, The King Is Alive.
Hun er gift med regissøren Noah Baumbach og datter af instruktør Vic Morrow.